# Tray Deee
Tray Deee, pseudonimo di Tracy Lamar Davis (Natchez, 27 aprile 1966), è un rapper statunitense.

## Biografia
Nel 1999 si è unito ai Tha Eastsidaz, gruppo comprendente anche Snoop Dogg e Goldie Loc. Il gruppo ha pubblicato due album tra il 2000 e il 2001.
Prima di diventare un rapper, Tray Deee faceva parte dei Crips di Long Beach.
Nel febbraio 2005 è stato condannato a 12 anni di prigione per tentato omicidio. Imprigionato nel carcere di San Luis Obispo, è uscito dopo nove anni, nell'aprile 2014.
Nel 2014 ha pubblicato un mixtape con i Tha Eastsidaz.